# Lycium infaustum
Lycium infaustum ist eine Pflanzenart aus der Gattung der Bocksdorne (Lycium) in der Familie der Nachtschattengewächse (Solanaceae).

## Beschreibung
Lycium infaustum ist ein aufrecht wachsender, 0,6 bis 1,8 m hoher Strauch. Seine Laubblätter sind unbehaart, 2 bis 15 mm lang und 0,5 bis 1,5 mm breit.
Die Blüten sind zwittrig, meist fünfzählig, selten auch sechszählig. Der Kelch ist becherförmig und mit wenigen Trichomen behaart. Die Kelchröhre ist 2 bis 4 mm lang und mit 0,5 bis 2 mm langen Kelchzähnen besetzt. Die Krone ist spreizend und lila-weiß gefärbt. Die Kronröhre wird 5 bis 10 mm lang, die Kronlappen 2 bis 4 mm. Die Staubfäden sind an der Basis im unteren Bereich auf 1 bis 2 mm behaart.
Die Frucht ist eine rote oder dunkel purpurne, kugelförmige Beere mit einer Länge von 4 bis 5 mm und einer Breite von 3 bis 4 mm. Je Fruchtblatt werden drei bis 15 Samen gebildet.
Die Chromosomenzahl beträgt 2n = 24.

## Vorkommen
Die Art ist in Südamerika verbreitet und kommt dort in Argentinien in den Provinzen Buenos Aires, Catamarca, Córdoba, La Pampa, La Rioja, Mendoza, Salta, San Juan, San Luis, Santa Fe, Santiago del Estero und Tucumán vor.

## Systematik
Innerhalb der Bocksdorne (Lycium) wird die Art nach phylogenetischen Untersuchungen in eine Klade mit anderen nord- und südamerikanischen Arten der Gattung gruppiert. Die Art ist nahe verwandt mit Lycium americanum, Lycium exsertum, Lycium fremontii, Lycium parishii, Lycium texanum, Lycium torreyi, Lycium berlandieri, Lycium andersonii, Lycium elongatum, Lycium athium und Lycium minimum.